# 欧比涅 (德塞夫勒省)
欧比涅（法語：Aubigné，法語發音：[obiɲe]）是法国德塞夫勒省的一个市镇，属于尼奥尔区。

## 地理
欧比涅（46°3'22"N, 0°8'32"W）面积29.15 平方千米，位于法国新阿基坦大区德塞夫勒省，该省份为法国西部内陆省份，北起曼恩-卢瓦尔省，西接旺代省，南至夏朗德省和滨海夏朗德省，东临维埃纳省。
与欧比涅接壤的市镇（或旧市镇、城区）包括：罗马济耶尔、萨莱涅、维利耶库蒂尔、维纳、卢比涅、谢夫布托讷。

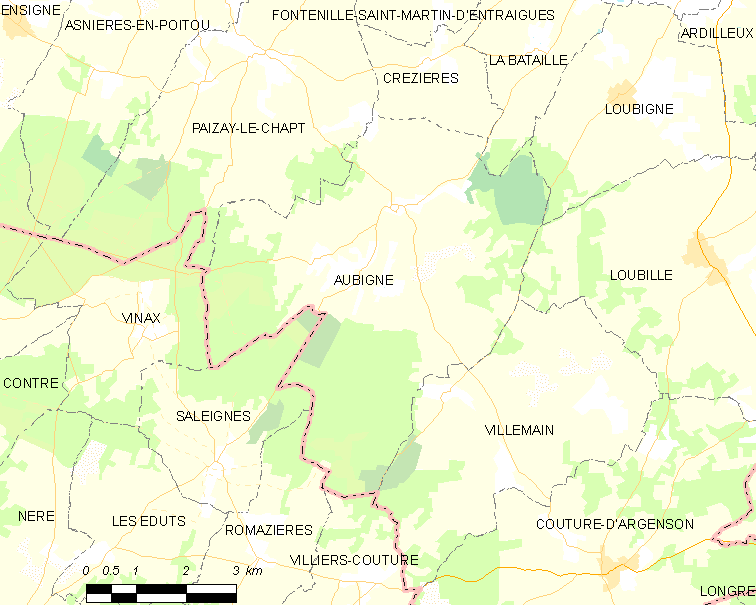
的OSM定位图

欧比涅的时区为UTC+01:00、UTC+02:00（夏令时）。

## 行政
欧比涅的邮政编码为79110，INSEE市镇编码为79018。

## 政治
欧比涅所属的省级选区为梅勒县。

## 人口

1962-2008年间人口变化图示

欧比涅于2022年1月1日时的人口数量为165人。